# Napomyza lacustris
Napomyza lacustris är en tvåvingeart som beskrevs av Zlobin 1994. Napomyza lacustris ingår i släktet Napomyza och familjen minerarflugor. Inga underarter finns listade i Catalogue of Life.